# Nysa (district)
Nysa (powiat nyski) is een Pools district (powiat), het meest zuidwestelijke van de woiwodschap Opole. Het district grenst aan Tsjechië. Nysa heeft een oppervlakte van 1223,87 km² en telt 139.967 inwoners (2014). Ruim een derde daarvan woont in de gelijknamige hoofdstad, in het uiterste zuidwesten van het district.

## Steden
- Głuchołazy
- Korfantów
- Nysa
- Otmuchów
- Paczków

Stadsdistrict:
Opole

Districten:
Brzeg · Głubczyce · Kędzierzyn-Koźle · Kluczbork · Krapkowice · Namysłów · Nysa · Olesno · Opole · Prudnik · Strzelce